# Flughafen Criciúma

i7
i11
i13
Der Flughafen Criciúma (portugiesisch Aeroporto de Forquilhinha - Diomício Freitas, IATA-Code: CCM, ICAO-Code: SSIM; früher SBCM) ist ein öffentlicher Flughafen, 9 km von Criciúma im brasilianischen Bundesstaat Santa Catarina entfernt.

## Flughafendaten
Der Flughafen hat eine Asphaltpiste mit 1491 m Länge. Die Seehöhe beträgt 28 m. Das Passagierterminal hat eine Fläche von 529,54 m².

## Geschichte
Berichten zufolge landeten seit dem Jahr 1937 Flugzeuge in der Region Criciúma. Bei der ersten Landung handelte es sich um ein Flugzeug der brasilianischen Armee, das einen beförderten Offizier abholen wollte. Diese improvisierte Landebahn befand sich in einer Straße in der Nähe des heutigen Colégio Marista, wo Pferderennen stattfanden.  Criciúma war bereits für die Kohleförderung bekannt. Viele Geschäftsleute und Politiker reisten ständig in die Mitte des Landes, um ihre Geschäfte zu erledigen. Es bestand Bedarf an einem Flughafen in der Gemeinde. Im Jahr 1952 wurde der Aeroclube de Criciúma gegründet, dessen Ziel es war, die Zivilluftfahrt in der Gemeinde zu fördern. Der Verein legte großen Wert auf den Bau des städtischen Flughafens. Am 30. Juni 1957 wurde der städtische Flughafen eröffnet, der später nach Leoberto Leal benannt wurde, einem Politiker aus Santa Catarina, der 1957 bei einem Flugzeugabsturz ums Leben kam.
Später wurde in einem Gebiet der heutigen Gemeinde Forquilhinha der Flughafen Diomício Freitas gebaut. Der am 17. Dezember 1979 eröffnete Flughafen Diomício Freitas erhielt seinen Namen, um einen lokalen Geschäftsmann zu ehren.
Von März 2006 bis 2016 wurde der Flughafen vom staatlichen Unternehmen Infraero verwaltet, von 2017  bis Juli 2020 durch das Unternehmen RDL Aeroportos, und nach einer neuen Ausschreibung von dem privaten Unternehmen Infracea.

## Flugbetrieb
Azul Linhas Aéreas ist die wichtigste Fluggesellschaft, ⁣⁣die den Flughafen bedient.